# Rodríguez (Uruguay)
Pour les articles homonymes, voir Rodríguez.
Rodríguez est une ville de l'Uruguay située dans le département de San José. Sa population est de 2 561 habitants.

## Histoire
La ville a été fondée le 19 juillet 1909.

## Population
| Année | Population |
| ----- | ---------- |
| 1963  | 1 294      |
| 1975  | 1 577      |
| 1985  | 2 035      |
| 1996  | 2 354      |
| 2004  | 2 561      |

Référence,.